# Антарктическая крачка
Антарктическая крачка (лат. Sterna vittata) — вид птиц из семейства чайковых (Laridae).

## Ареал
Ареал: южные моря Антарктики и Субантарктики. На север встречается до Кергелена, Новой Зеландии, Огненной Земли, Фолклендов и Тристан-да-Кунья, реже — до юга Бразилии и Австралии. В Южной Америке ареал пересекается с местообитанием южноамериканской крачки, сезонно — полярной крачки, которая ежегодно мигрирует из Арктики в Антарктику.
Вид широко распространён, присвоенный ей охранный статус — «вызывающие наименьшие опасения». Общее количество особей оценивается в 140 тысяч.

## Описание вида
Антарктическая крачка — небольшая птица, длина тела 31—38 см. Клюв тёмно-красный или чёрный, оперение у взрослых белое, у птенцов серое, лишь на голове чёрное.
Гнездится вид с середины ноября до начала декабря. Птенцы вылупляются с декабря по февраль. Основные враги, особенно для яиц и птенцов — поморниковые.